# Мокре (Ґрудзьондзький повіт)
Мокре (пол. Mokre, нім. Mockrau) — село в Польщі, у гміні Ґрудзьондз Ґрудзьондзького повіту Куявсько-Поморського воєводства.
Населення — 935 осіб (2011).
У 1975-1998 роках село належало до Торунського воєводства.

## Демографія
Демографічна структура станом на 31 березня 2011 року:
|          | Загалом | Допрацездатний вік | Працездатний вік | Постпрацездатний вік |
| -------- | ------- | ------------------ | ---------------- | -------------------- |
| Чоловіки | 459     | 92                 | 333              | 34                   |
| Жінки    | 476     | 101                | 299              | 76                   |
| Разом    | 935     | 193                | 632              | 110                  |